# التورن
التورن (به انگلیسی: Althorne) یک روستا و محله مدنی در بریتانیا است که در مالدون واقع شده‌است. التورن ۱٬۱۵۹ نفر جمعیت دارد.